# Caravana (comitiva)

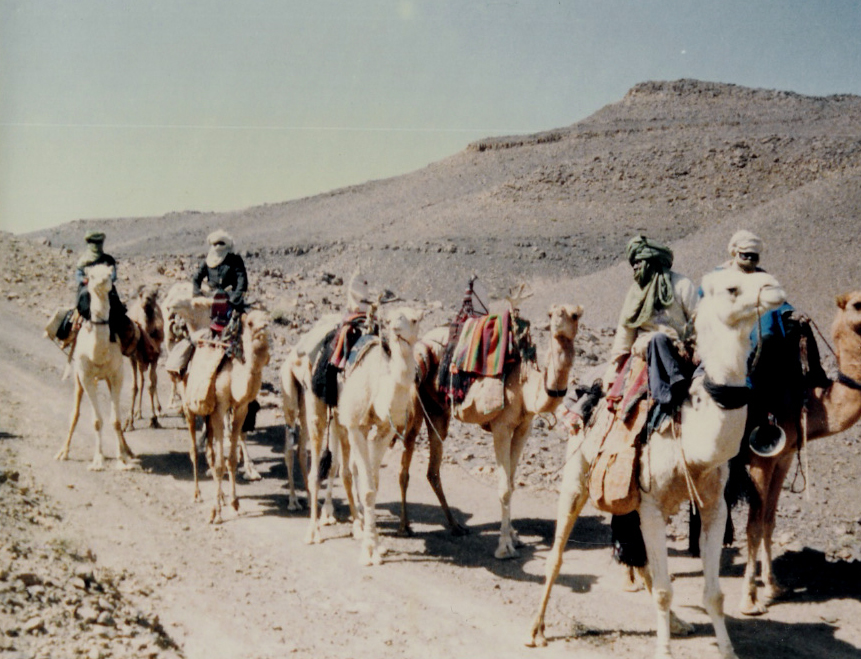
Caravana en el Sahara argelino, 1990.

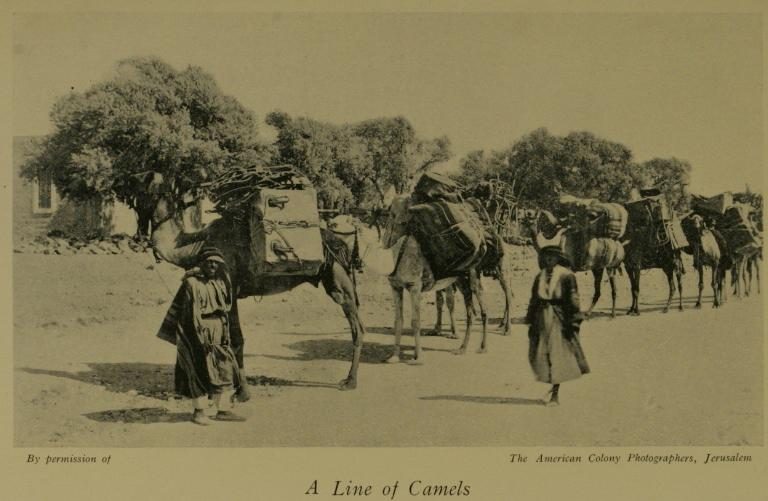
Caravana en el entorno de Jerusalén, 1913.

Una caravana es la comitiva de personas que, montando en cabalgaduras o a bordo de vehículos, viajan unos tras otros. Históricamente son el medio de desplazarse de los pueblos nómadas o de las grandes migraciones de pueblos; y el medio de realizar el comercio a larga distancia y toda clase de expediciones terrestres.
Las caravanas eran conocidas ya en tiempo de los fenicios y ellas eran las que llevaban a los puertos de Levante los productos de la India y de la China. La religión mahometana, imponiendo como precepto la obligación de visitar La Meca, aumentó su número; de modo que desde la Edad de Oro islámica "caravana" (de la palabra persa kārvān) designa a la reunión de mercaderes y peregrinos que se asocian para viajar juntos a fin de cruzar con seguridad ciertas regiones de Asia y África. Cada caravana nombra su jefe o agá (de la palabra turca aǧa -oficial del ejército-).
El animal de monta y carga más utilizado era el camello, que además de su proverbial adaptación a la travesía del desierto está capacitado para transportar una carga útil de unos trescientos kilos. Las principales caravanas llegaban a reunir miles de camellos, hasta diez mil según el testimonio de Ibn Battuta (siglo XIV); una caravana modesta, como las que siguen existiendo en la actualidad, reúne de veinte a cincuenta, en grupos de unos cinco camellos, cada uno de los cuales está a cargo de un camellero. Una caravana de cinco o seis mil camellos bien organizada transportaba una carga equivalente a la de los veleros más capaces, también organizados en flotas, coordinándose en un sofisticado sistema de comercio a larga distancia dirigido por grandes comerciantes árabes y de otras nacionalidades y religiones, incluyendo a judíos y cristianos (especialmente los de los puertos mediterráneos: venecianos, genoveses, barceloneses, etc.), en distintas formas de asociación comercial y con fórmulas de pago y crédito muy desarrolladas. Las caravanas estaban sometidas a una rígida organización y reglamentación, que incluía las etapas fijas en los oasis donde se reponía el agua y se creaban establecimientos específicos (los caravasares). Los productos intercambiados eran seda de la China, pimienta y otras especias provenientes de las islas de la actual Indonesia y que pasaban por la India, esclavos, oro y marfil de África central hacia el Mediterráneo, coral de África del Norte que se llevaba a Asia, ámbar y estaño procedentes del Norte de Europa, sal, madera, caballos y todo tipo de productos manufacturados de múltiples procedencias (armas, tejidos, cuero, cerámica, papel, libros, etc.)

## Rutas caravaneras

### Caravanas de La Meca

Representación de una caravana de peregrinos en Maqamat al-Hariri Schefer, una colección de maqamas ilustrada por Al Wasiti, 1213.

Las dos grandes caravanas de La Meca, partían una de El Cairo y otra de Damasco. La primera se componía de peregrinos procedentes de Egipto, costas africanas del Mediterráneo, Marruecos y algunos estados del Atlántico. Iban cargados de agua, comestibles y mercaderías. En este viaje se empleaban cien días de ida y vuelta y como había que cruzar desiertos y países de escasos recursos el camino era muy molesto. La caravana llegaba a La Meca a fines de junio y el mercado quedaba abierto durante doce días. Los mismos peregrinos para disminuir los gastos del viaje, llevaban algunos productos de su país.
La caravana de Damasco, compuesta de peregrinos de todas las provincias del imperio turco, no era menos numerosa que la de El Cairo, siendo al mismo tiempo de gran importancia comercial. Esta caravana iba dirigida por el bajá de Damasco o un delegado suyo que daba la señal de partida y de llegada disparando un tiro. Marchaban a vanguardia y retaguardia unos cuantos jinetes armados, al paso que otros tenían el encargo de recoger los rezagados. Los peregrinos iban por orden de provincias o ciudades. 
En cada estación donde había agua se construía un pequeño fuerte y un depósito para abrevadero de camellos. El fuerte estaba defendido todo el año por una pequeña guarnición encargada al mismo tiempo de custodiar un almacén de víveres. La caravana pagaba cierto derecho en cada una de las estaciones, las cuales solían distar entre sí de diez a doce leguas.

### Otras caravanas africanas
Había además caravanas que sólo tenían un fin comercial y salían de Fez, Túnez y Trípoli hacia el interior de África. Algunas empleaban cincuenta días en el camino. Como la época de su paso era conocida las poblaciones acudían a su encuentro para verificar cambios de productos. 
Tres caravanas salían desde el África Central a El Cairo: una de Murzuk por el desierto de Libia, otra de Sennar, y la tercera de Darfur. No llegaban en épocas fijas porque tenían muchos tropiezos en el camino; llevaban esclavos, marfil, polvos de oro y otros géneros.

Rutas caravaneras de África Occidental entre 1000-1500. Coloreadas, las zonas auríferas.
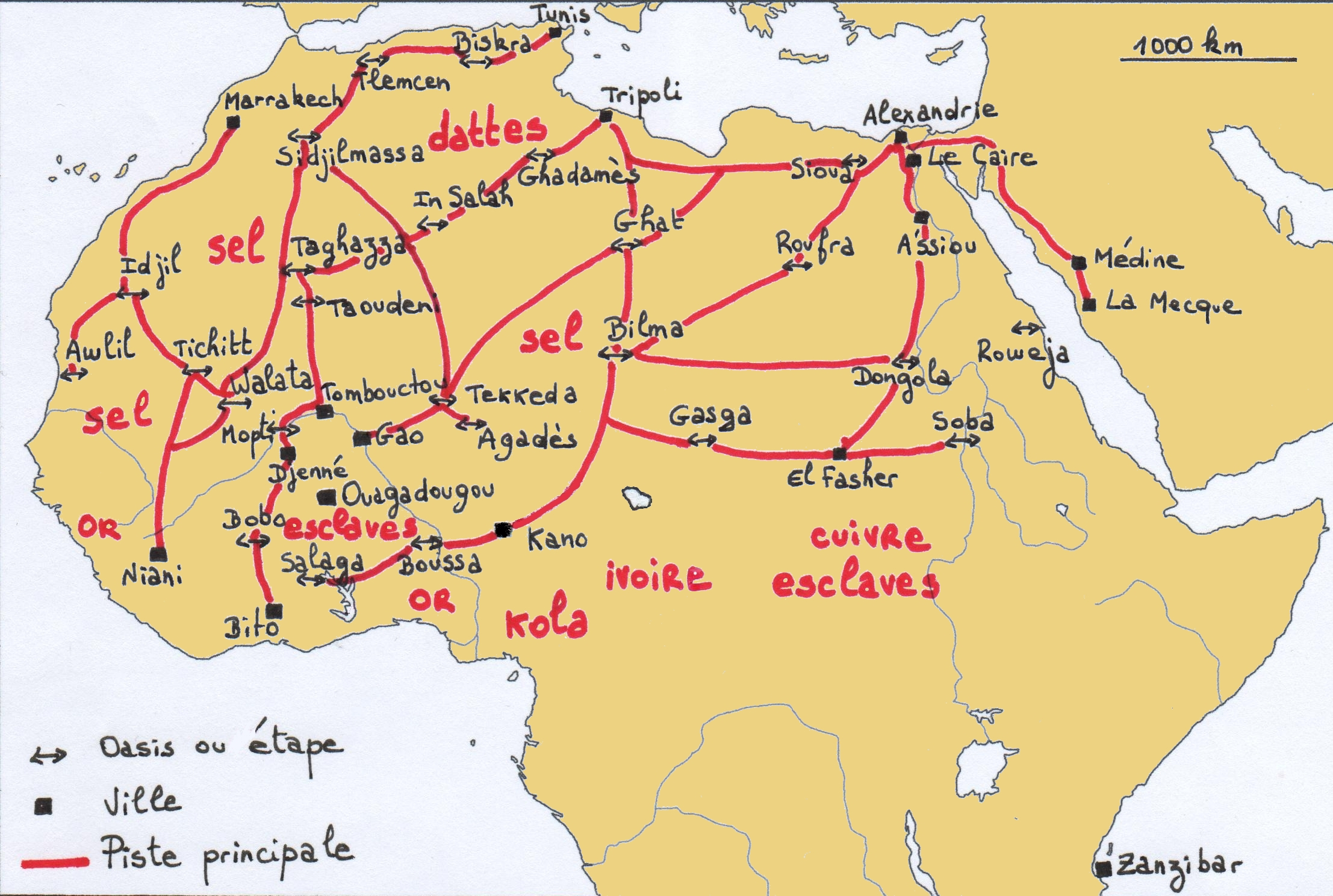
Rutas caravaneras en el norte de África en la Edad Media.
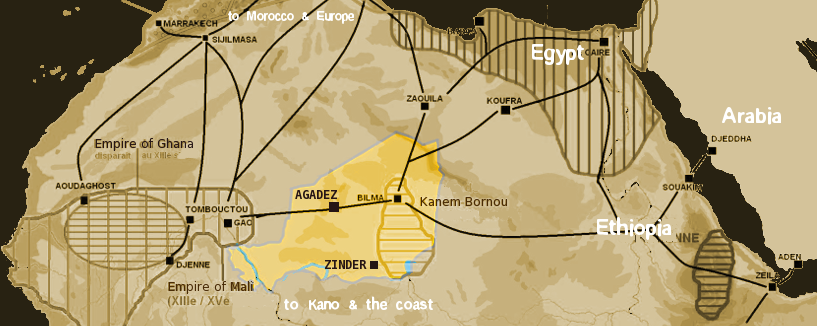
Rutas caravaneras centradas en Níger hacia 1400.

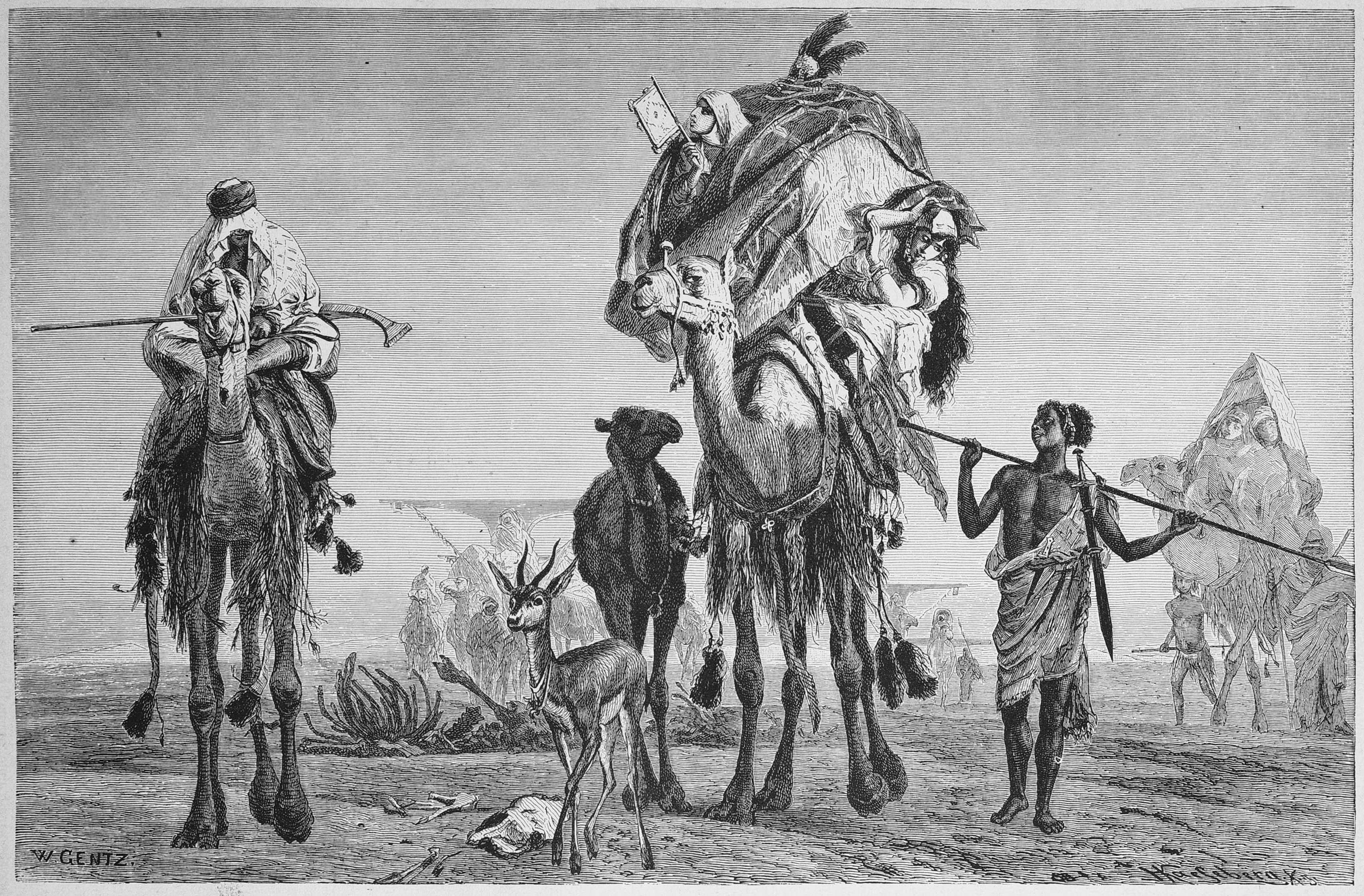
El harén de un beduino cruzando el desierto, de Wilhelm Gentz, 1878.

### Otras caravanas asiáticas

#### Próximo Oriente

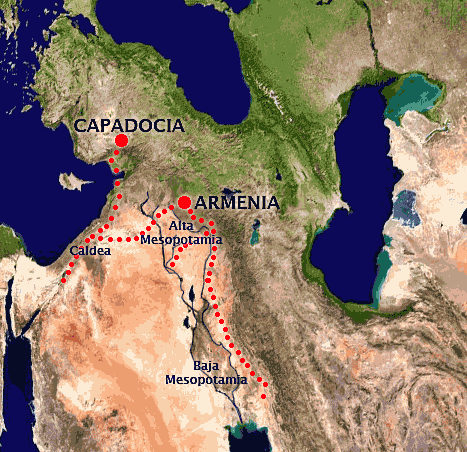
Ruta comercial de la obsidiana en el IV milenio a. C.
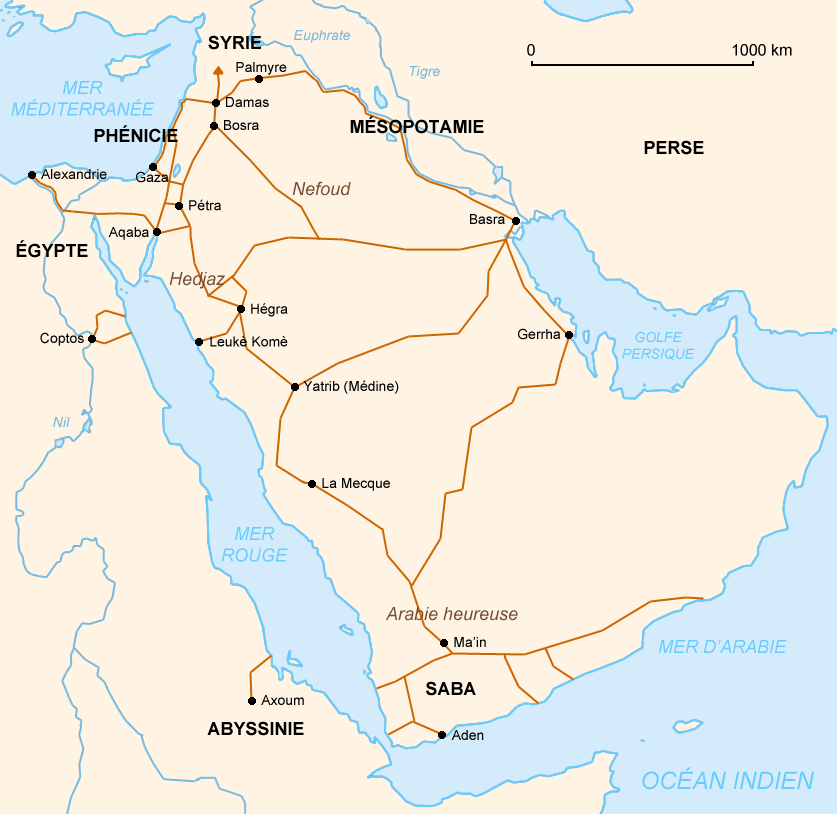
Rutas comerciales de los nabateos.
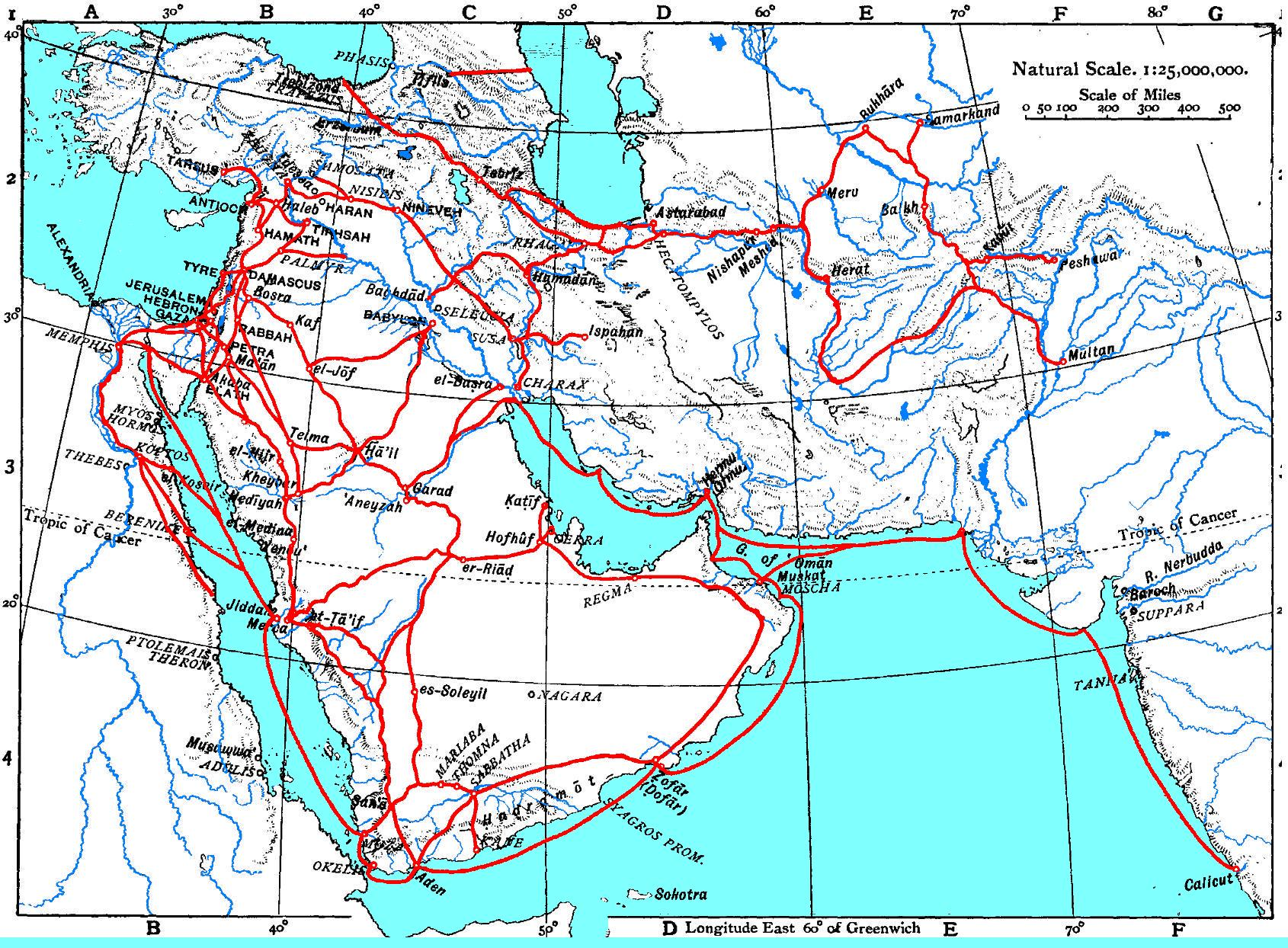
Rutas comerciales del Próximo Oriente Antiguo.

#### Extremo Oriente

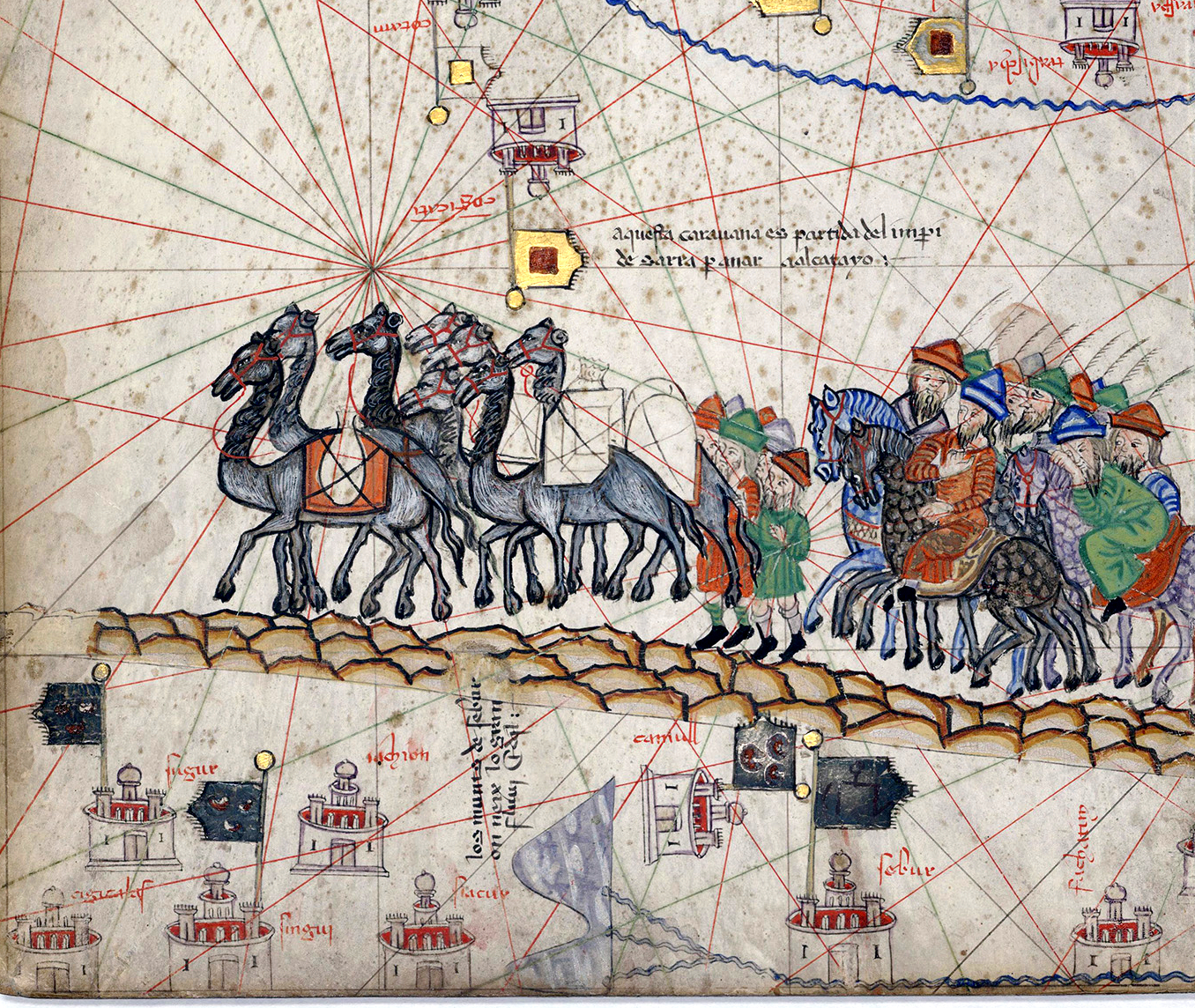
Caravana de la ruta de la seda representada en el Atlas catalán, ca. 1375.

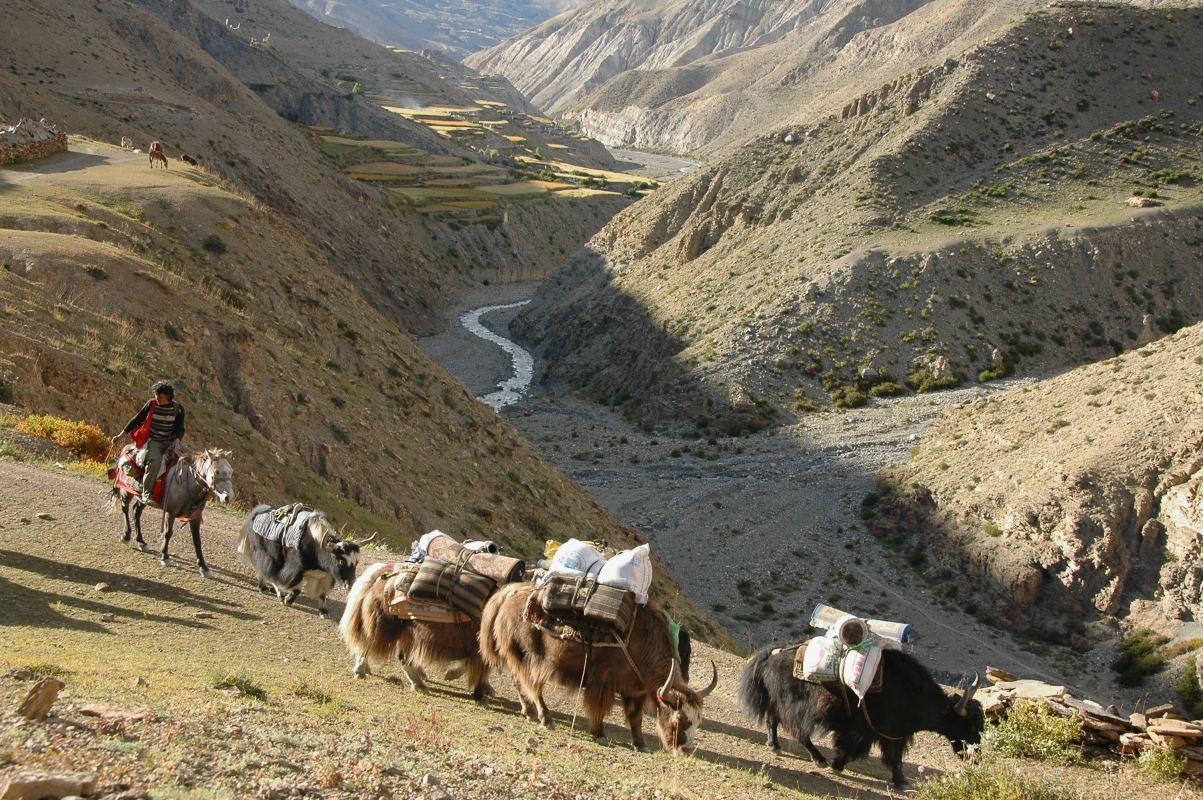
Caravana de yaks en Nepal.

En las caravanas de Asia se usaban elefantes y muchos caballos. Había también caravanas desde el Tíbet, Samarcanda y China, hasta Rusia y Siberia. La seda, el té, el algodón y el arroz de China se cambiaban por las pieles, tejidos, paños y vidriados de Rusia.

Ruta de la seda y otras vías de comercio en Asia desde la Antigüedad.
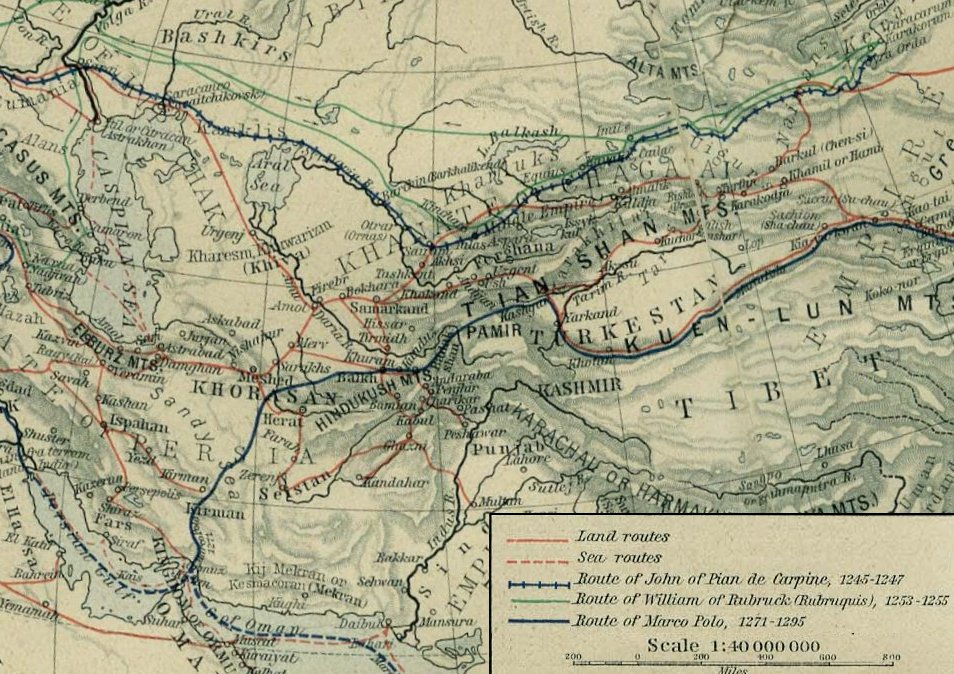
Rutas caravaneras en el Asia Central durante la Edad Media.
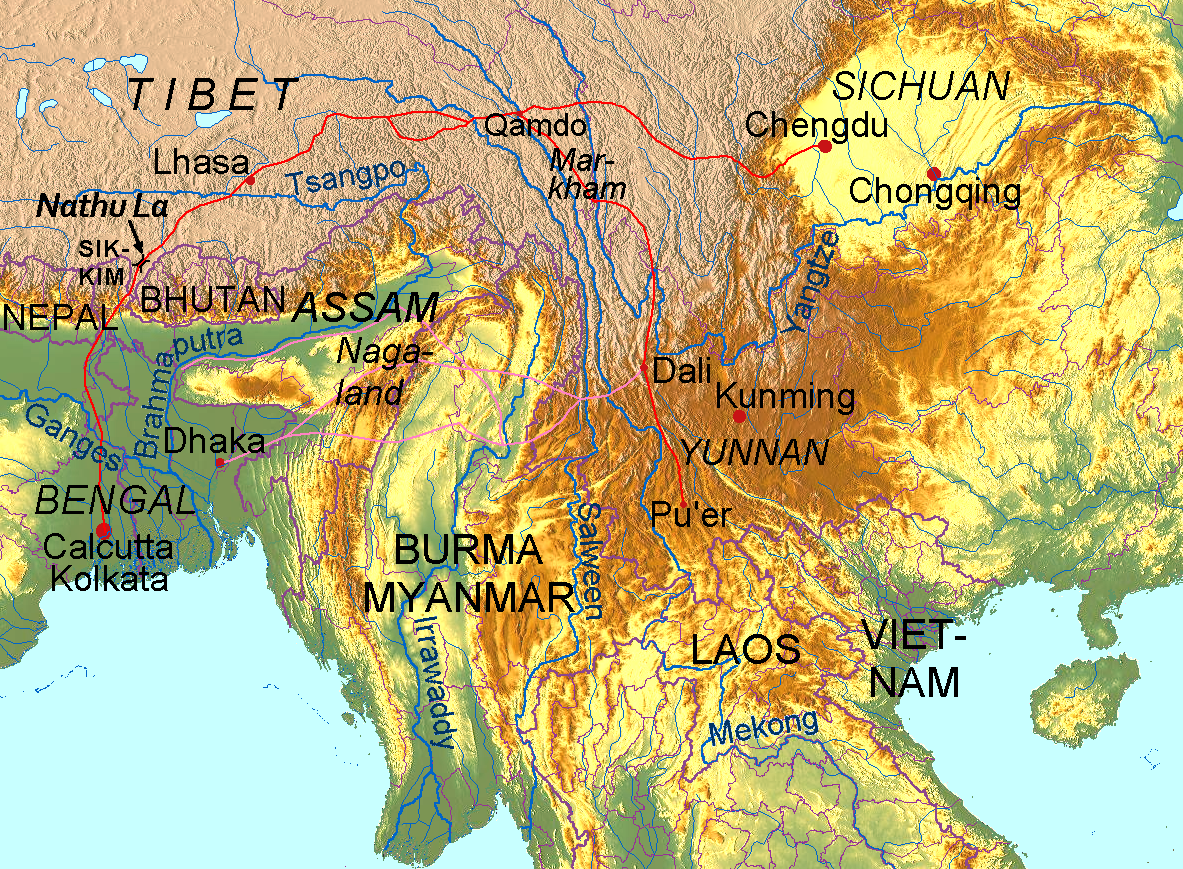
Antigua ruta del té, hacia 1880.
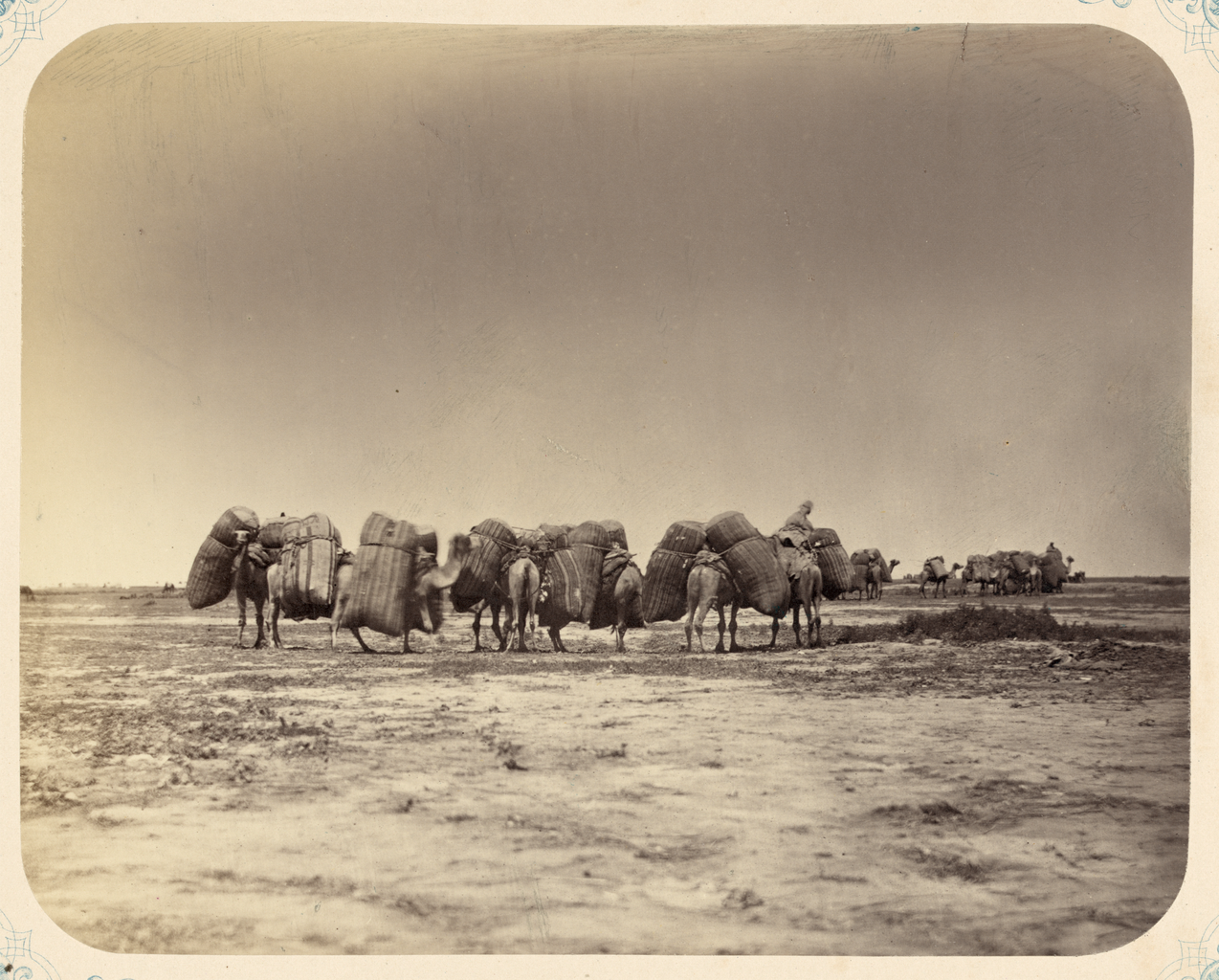
Caravana en Sir Daria, Álbum del Turquestán, ca. 1865-1872.
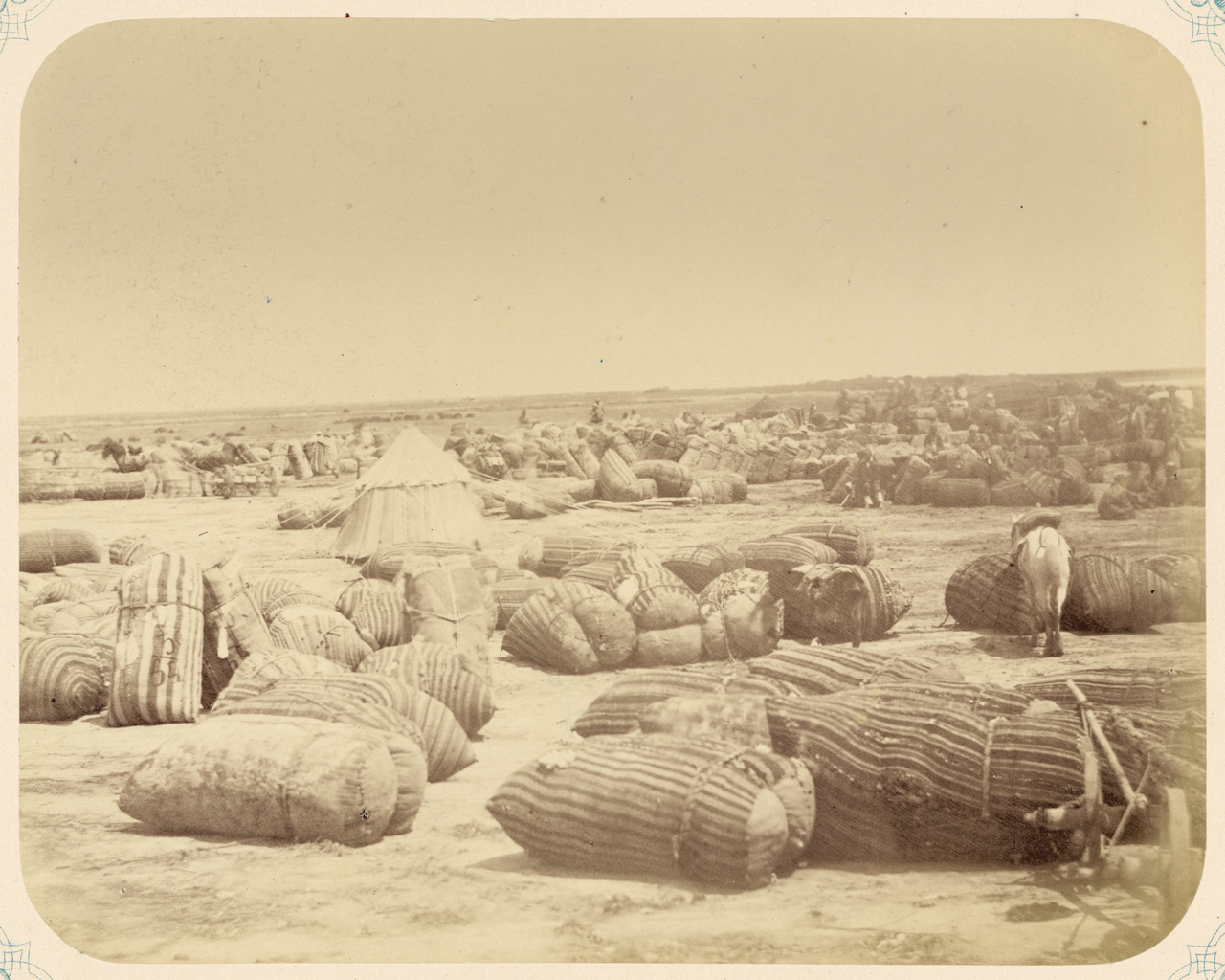
Óblast de Sir Daria, cruce para las caravanas Bujara (misma procedencia).

### Caravanas americanas

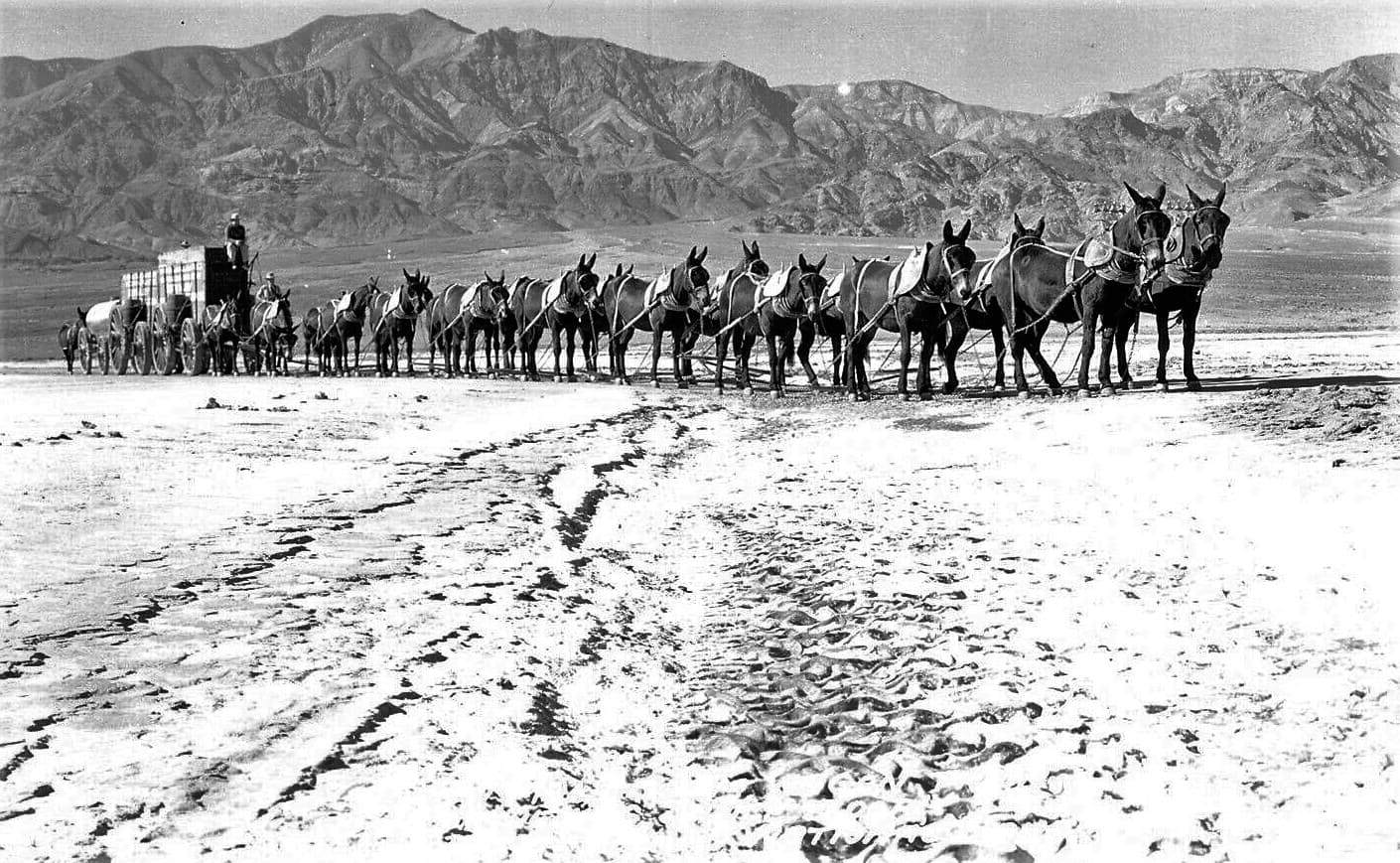
De 1883 a 1889 estos equipos de veinte mulas transportaron bórax del Valle de la Muerte por el Desierto de Mojave.

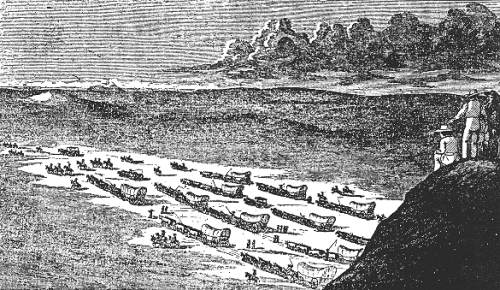
Josiah Gregg, Commerce of the Prairies ("el comercio de las praderas"), 1844.
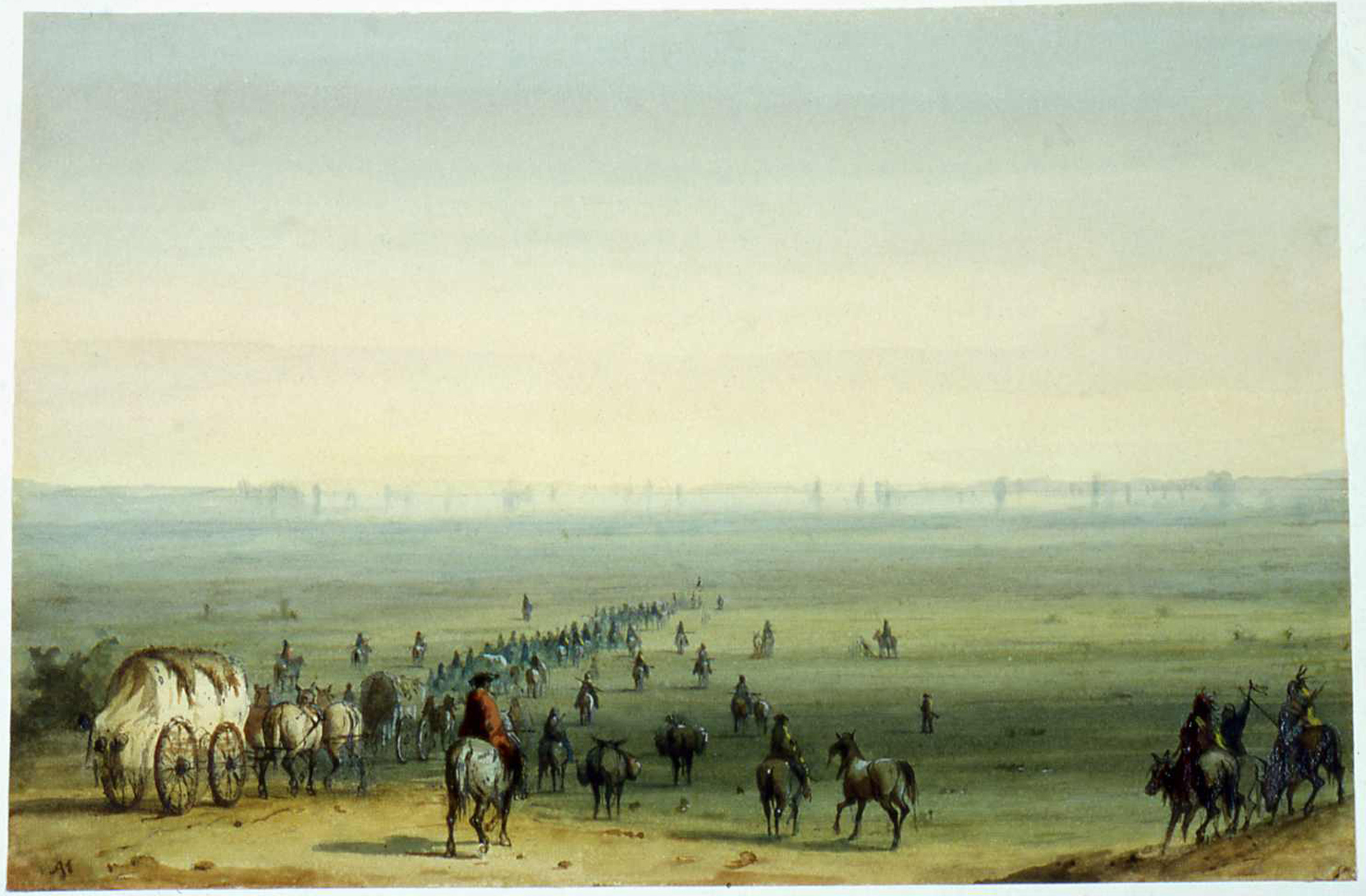
Alfred Jacob Miller, Prairie Scene - Mirage ("escena de las praderas - espejismo"), ca. 1858-1860.
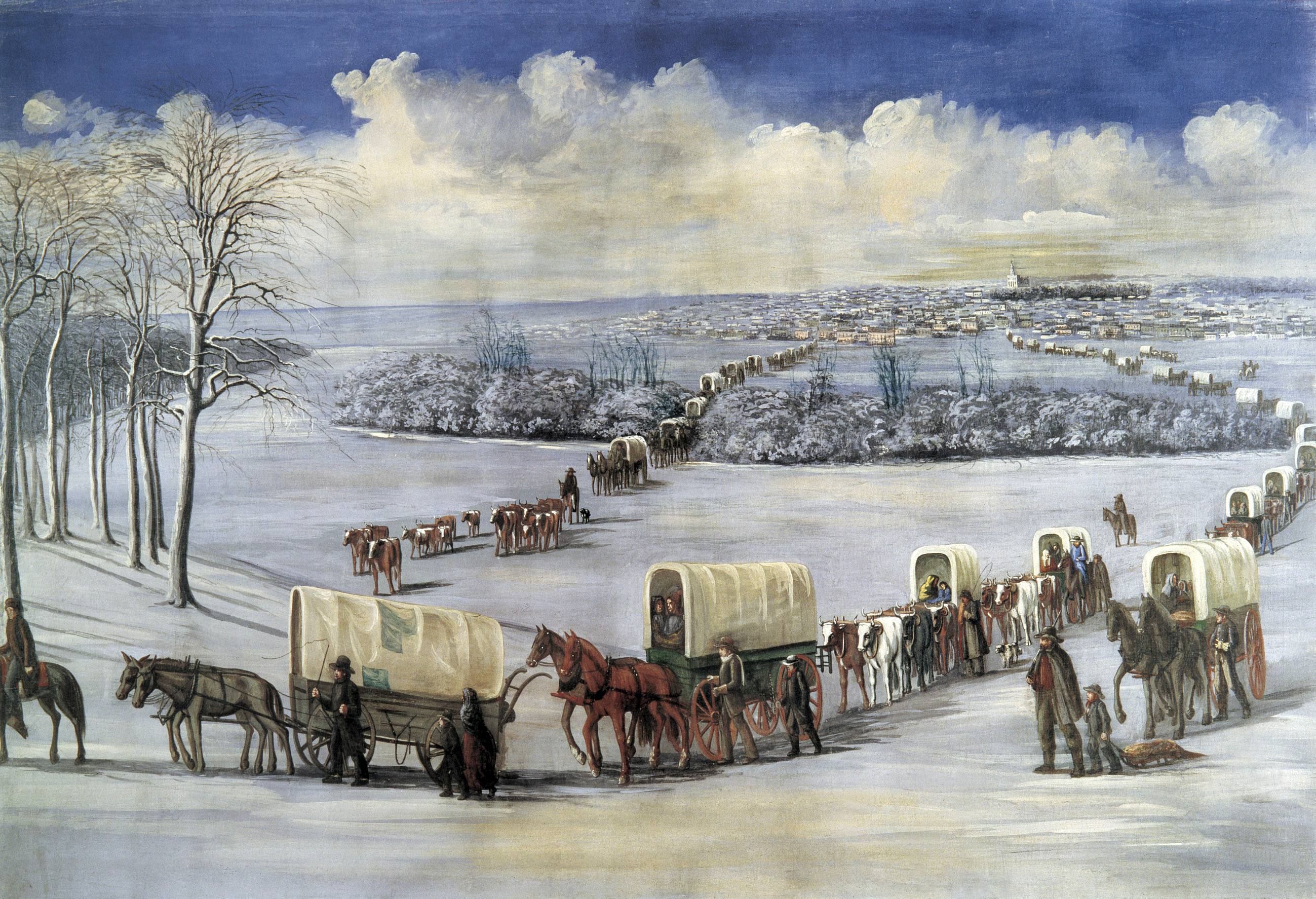
C.C.A. Christensen, Crossing the Mississippi on the Ice ("cruzando el Mississippi sobre el hielo"), siglo XIX.
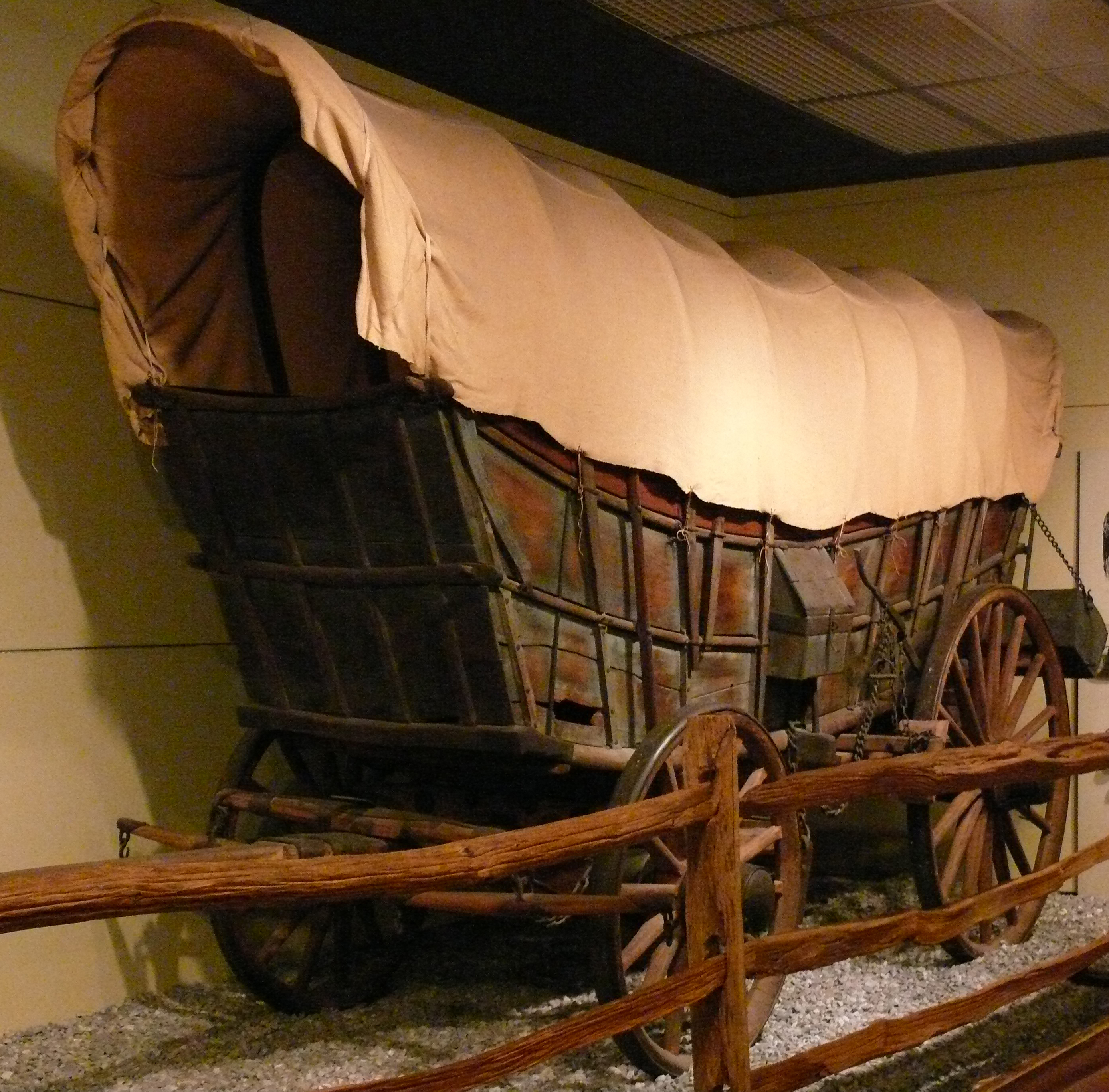
Conestoga wagon en el State Museum of Pennsylvania.
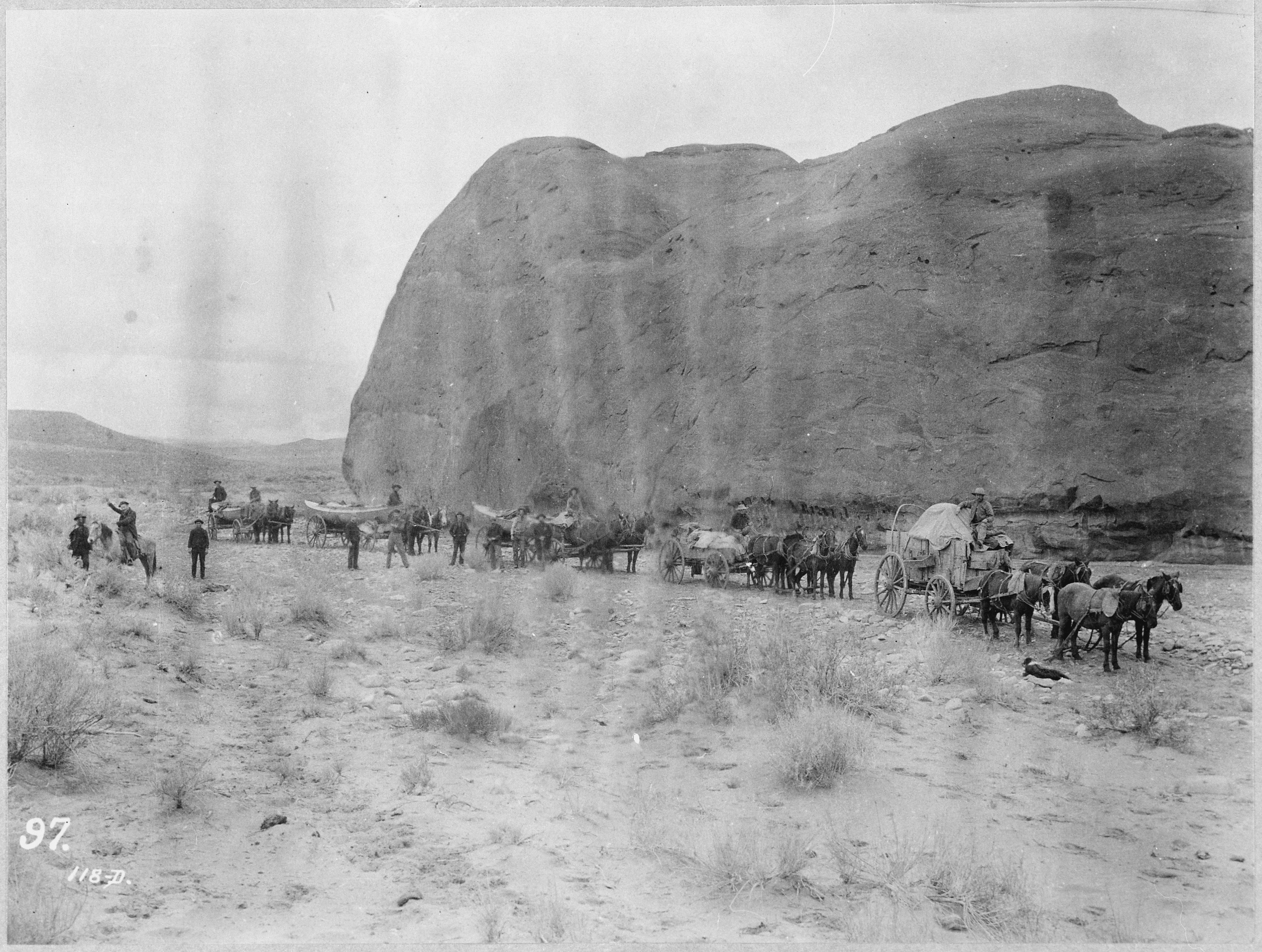
Caravana en Colorado, ca. 1889-1990.

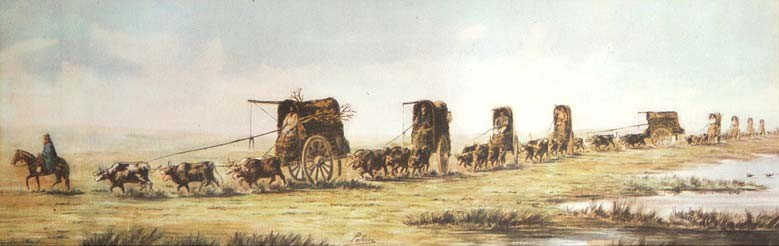
Jean Léon Pallière, Tropa de carretas (representación de una caravana argentina), 1858.

En la zona andina, el papel equivalente a los camelleros del Viejo Mundo lo cumplieron, desde época precolombina, los llameros, conduciendo caravanas de llamas.

## Caravanas en el arte y la cultura
El orientalismo en literatura y pintura tuvo en las caravanas uno de sus temas, idóneo por su ambientación exótica. La pieza En un mercado persa, de Ketèlbey (1920), incluye una descripción musical de la llegada de los caravaneros.

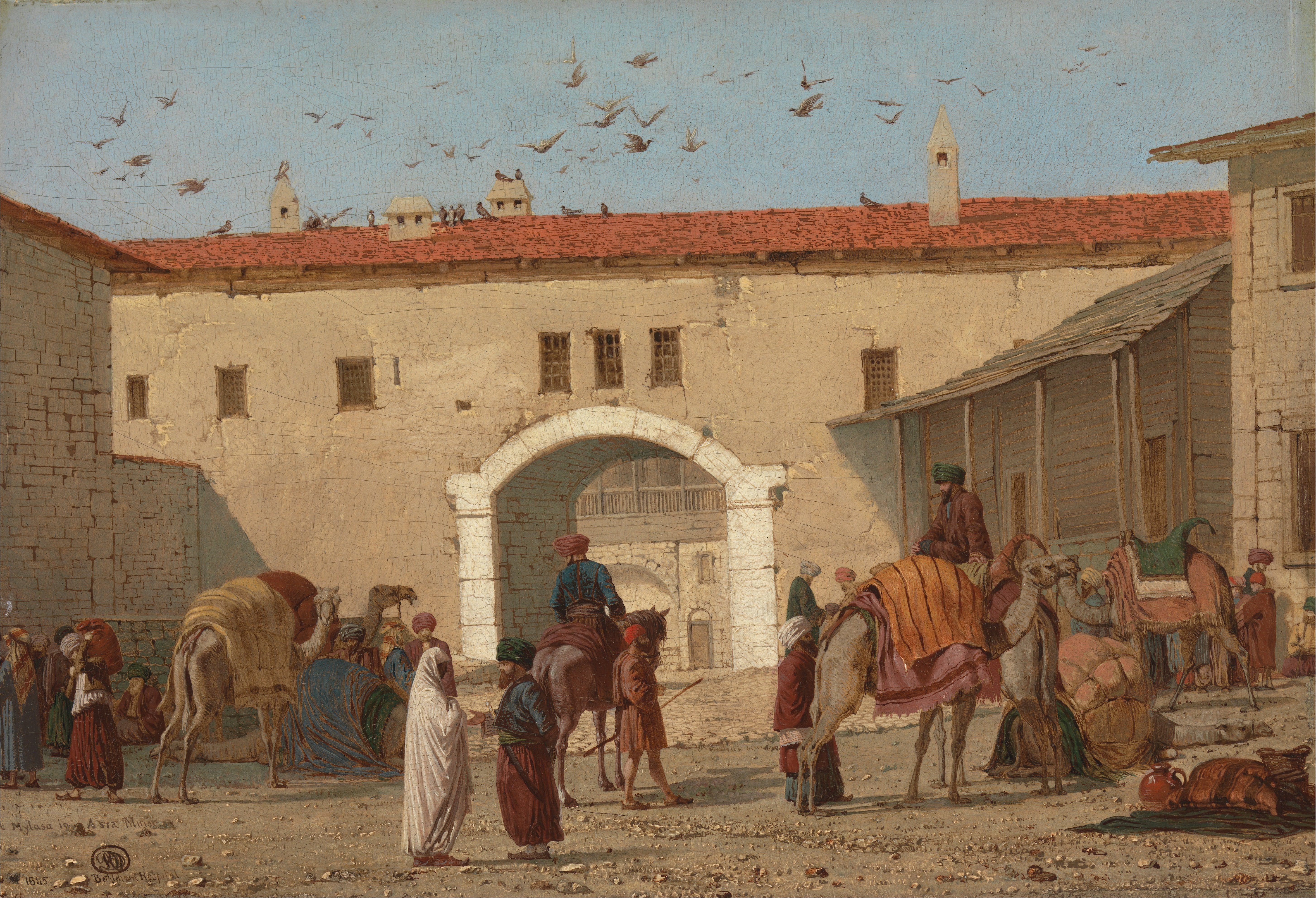
El caravasar de Mylasa, de Richard Dadd, 1845.
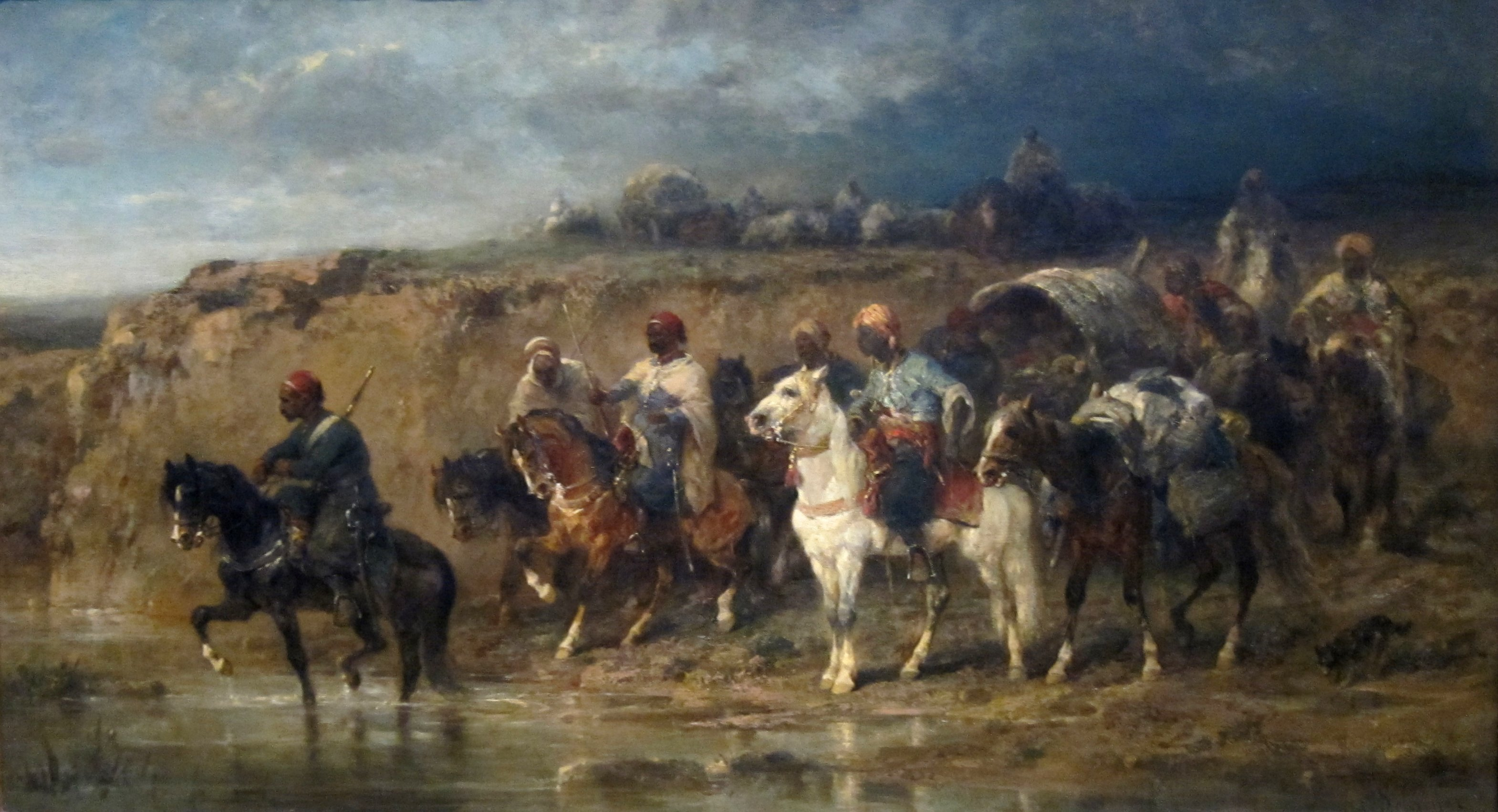
Caravana árabe, de Adolf Scheryer, 1860.
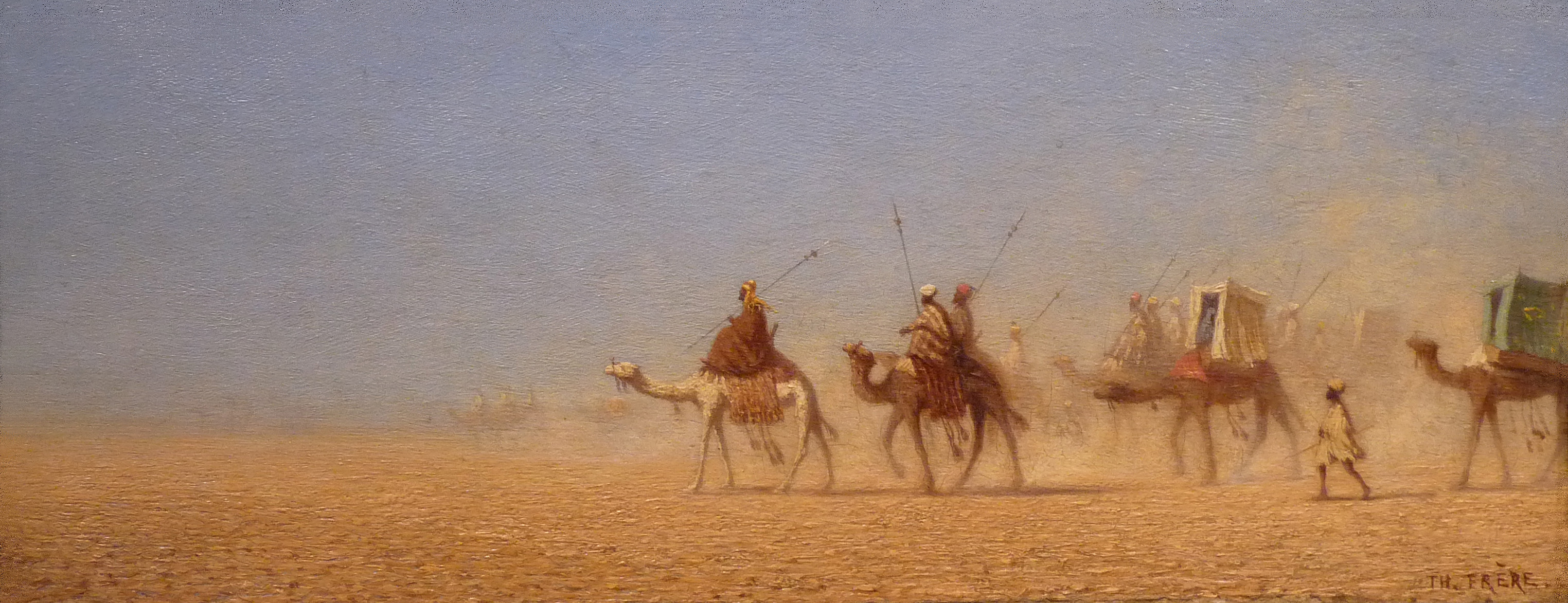
Caravana atravesando el desierto, de Théodore Frère, antes de 1886.
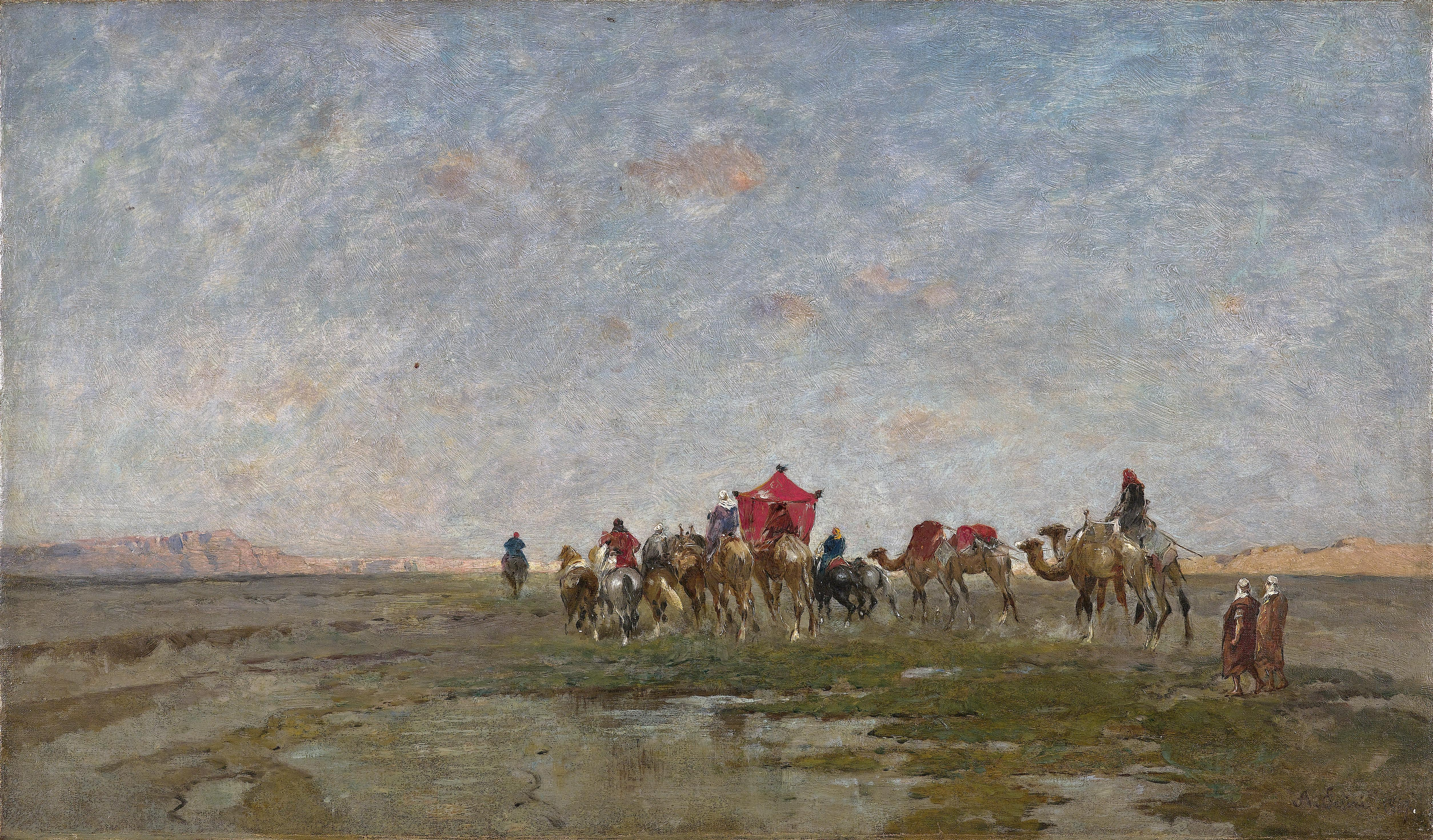
Caravana en el desierto, de Alberto Pasini, 1867.
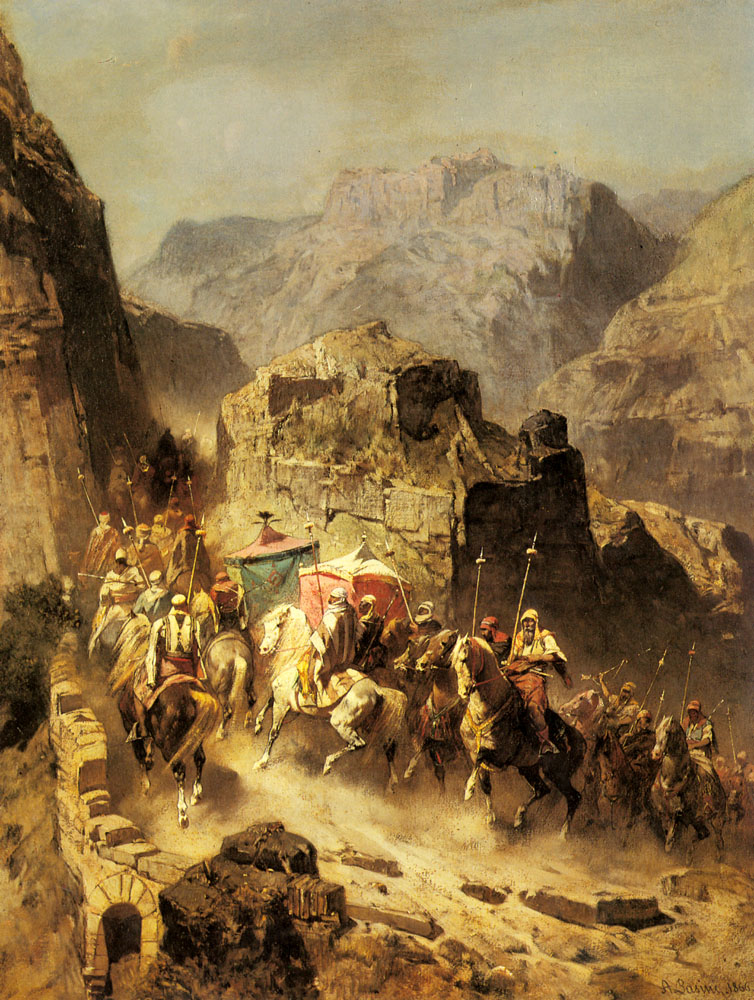
Caravana árabe, de Pasini, antes de 1899.
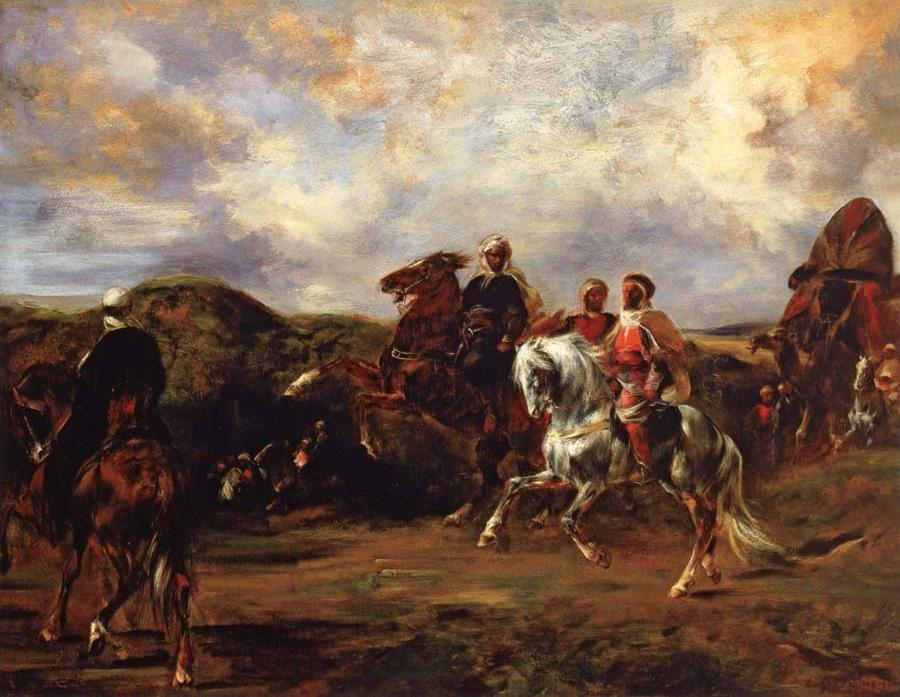
La caravana - escena de la vida nómada de los Larbâa Laghouat, de Eugene Fromentin, 1875.
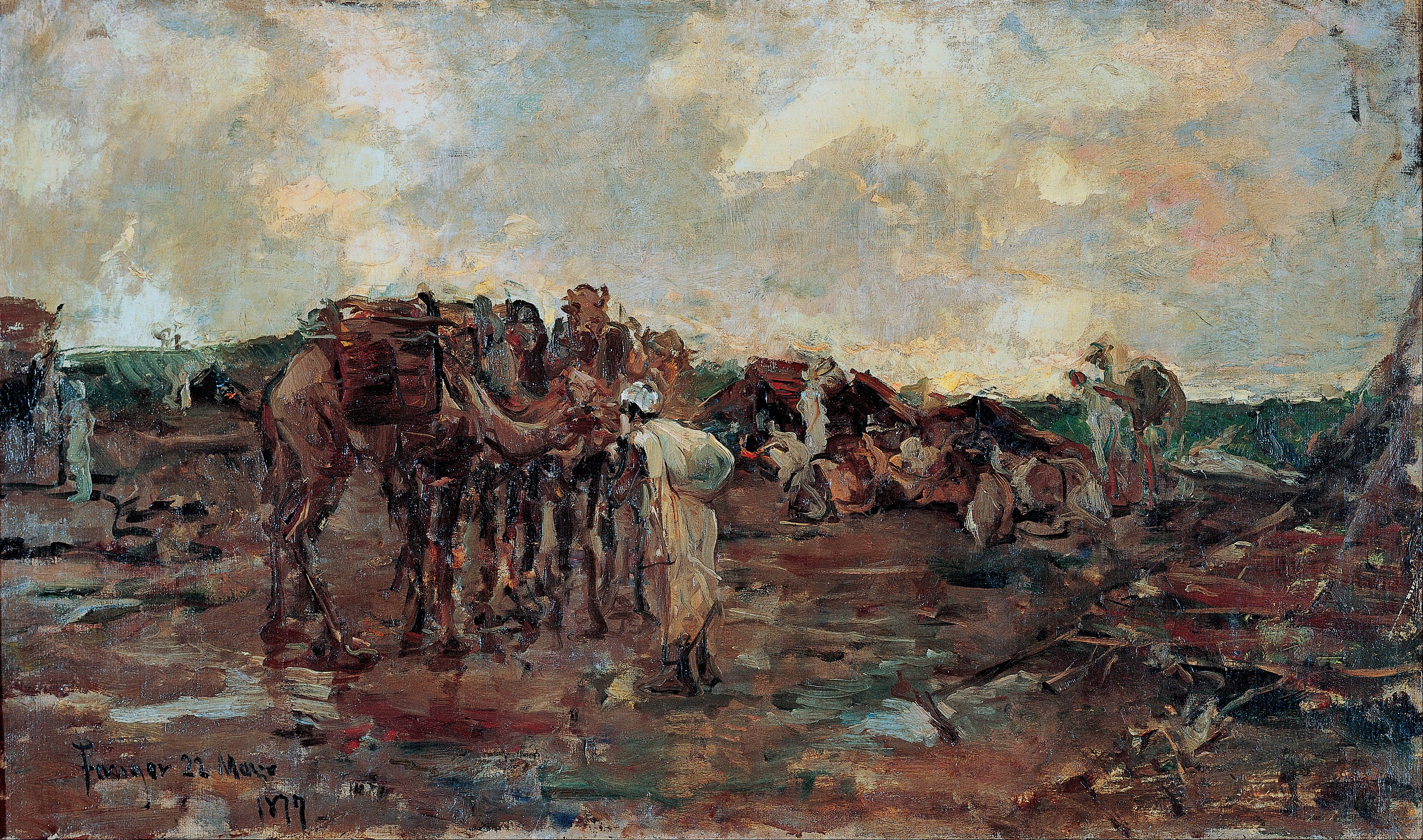
Parada para el descanso en una caravana árabe, de Ricardo de Madrazo, 1877.